# Есин, Герман Фёдорович
Герман Фёдорович Есин — советский хозяйственный, государственный и политический деятель, бригадир комплексной бригады Павлодарского строительно-монтажного управления № 1901 треста «Павлодарсельстрой» № 19 Министерства сельского строительства Казахской ССР.  Герой Социалистического Труда.

## Биография
Родился в 1928 году в деревне Надеждинка. Член КПСС с 1964 года.
В Великую Отечественную войну в 16-лет Герман трудился счетоводом на одном из заводов города Саранска. С 1944 года — на хозяйственной, общественной и политической работе. В 1944—1992 гг. — счетовод, весовщик Рузаевского отделения железной дороги, служил в Советской Армии, десятник, инструментальщик на заводе в Саранске, плотник, бригадир комплексной бригады Павлодарского строительно-монтажного управления № 1901 треста «Павлодарсельстрой» № 19, начальник Павлодарской передвижной механизированной колонны (ПМК) № 1913 треста «Павлодарсельстрой» № 2.
В 1955 году уехал на освоение целинных земель в город Павлодар Казахской ССР (ныне – Республика Казахстан). В 1955-1978 годах – плотник, бригадир комплексной бригады Павлодарского строительно-монтажного управления № 1901 треста «Павлодарсельстрой» № 19. В 1964 году вступил в КПСС.
В Павлодарской области строил первые дома рядом с брезентовыми палатками, преображал облик городов и сел. Участвовал в возведении самых красивых зданий Павлодара. Освоив ряд смежных профессий, стал строителем-универсалом, он – плотник, каменщик, столяр и монтажник.
Отлично проявил себя в качестве бригадира комплексной молодёжной бригады. Умел разбираться в людях и сплотить их. Каждый член коллектива бригады овладел двумя-тремя смежными специальностями, что помогло избежать простоев. Секрет успехов руководимой им бригады был в этом, а также в росте производительности труда за счет внедрения достижений научно-технического прогресса, передовых приемов и методов. Воспитал в своих коллегах стремление делать все на совесть, прочно, дёшево и красиво. Своего рода традицией стала сдача строительных объектов раньше срока. По итогам восьмой пятилетки (1966-1970) награждён орденом Ленина.
За годы девятой пятилетки (1971-1975) бригада сэкономила строительных материалов на миллионы рублей и выполнила пятилетнее задание за 3 года и 4 месяца. В 1973 году выработка на одного члена бригады составила почти 19 тысяч рублей при плане 14 тысяч 771 рубль. Примеру передового коллектива последовали около 50 бригад треста и почти 100 бригад в области.
Указом Президиума Верховного Совета СССР от 8 января 1974 года за выдающиеся успехи в выполнении и перевыполнении планов 1973 года и принятых социалистических обязательств Есину Герману Фёдоровичу присвоено звание Героя Социалистического Труда с вручением ордена Ленина и золотой медали «Серп и Молот».
Избирался депутатом Верховного Совета Казахской ССР 9-го созыва, членом республиканского комитета профсоюза строителей.
С 1978 года – начальник Павлодарской передвижной механизированной колонны (ПМК) №1913 треста «Павлодарсельстрой» № 2.
Жил в Павлодаре (Казахстан). Умер 22 сентября 1992 года.
Заслуженный строитель Казахской ССР (1964).

## Награды
- Золотая медаль «Серп и Молот» (08.01.1974)
- орден Ленина (07.05.1971)
- орден Ленина (08.01.1974))
- орден Дружбы народов (13.08.1986)
- Медаль «За освоение целинных земель»
- Медаль «В ознаменование 100-летия со дня рождения Владимира Ильича Ленина» (1970)
- Медаль «За трудовую доблесть»
- Медалями ВДНХ СССР
- и другими
- Отмечен дипломами и почётными грамотами.